# Linda Thorson
Linda Thorson, geboren als Linda Robinson (Toronto, 18 juni 1947), is een Canadees actrice.

## Loopbaan
Thorson speelde onder meer Tara King in 33 afleveringen van de televisieserie De Wrekers (The Avengers) in 1968-1969. Hiervoor kreeg ze in 2000 een speciale BAFTA Award, samen met collega's Honor Blackman, Joanna Lumley en Diana Rigg. Thorson debuteerde in 1968 als actrice als Julia Medina in de soapserie One Life to Live. Haar filmdebuut volgde in 1977, toen ze Billie Streeter speelde in de biografische dramafilm Valentino, over Rudolph Valentino.

## Filmografie
*Exclusief 5+ televisiefilms
- Man on the Train (2011)
- Max Havoc: Ring of Fire (2006)
- Straight Into Darkness (2004)
- Touch of Pink (2004)
- Half Past Dead (2002)
- Giving It Up (1999)
- The Other Sister (1999)
- Olympus Force: The Key (1988)
- Sweet Liberty (1986)
- Joey (1986)
- Walls of Glass (1985)
- Curtains (1983)
- The Greek Tycoon (1978)
- Valentino (1977)

## Televisieseries
*Exclusief eenmalige gastrollen
- Emmerdale Farm - Rosemary King (2006-2007, 52 afleveringen)
- Silent Witness - Anne Wheaton (2006, twee afleveringen)
- The Hoop Life - Emily Yeager (1999-2000, 22 afleveringen)
- Emily of New Moon - Isabel Murray (1998-1999, 23 afleveringen)
- Marblehead Manor - Hillary Stonehill (1987-1988, 24 afleveringen)
- The Bronx Zoo - Connie Delvecchio (1987, drie afleveringen)
- Dynasty - Dr. Mansfield (1987, twee afleveringen)
- St. Elsewhere - Mrs. Cochrane (1985, drie afleveringen)
- The Great Detective - Sarah Lyall (1979-1982, twee afleveringen)
- The Avengers - Tara King (1968-1969, 33 afleveringen)

## Trivia
- Thorson speelde in 1993 eenmalig een Cardassiaanse kapitein van een ruimteschip in een aflevering van Star Trek: The Next Generation.

## Privé
Thorson trouwde in 2005 met productieontwerper Gavin Mitchell, haar vierde echtgenoot. Eerder was ze getrouwd met Cyril J. Smith, cinematograaf Barry Bergthorson en acteur Bill Boggs, met wie ze een zoon kreeg.